# Mark Knopfler and Friends
Mark Knopfler and Friends è stata una tournée di beneficenza del chitarrista e cantautore britannico Mark Knopfler. L'incasso di ciascuno spettacolo è stato devoluto a una differente associazione caritatevole.
L'iniziativa rappresenta un momento particolarmente significativo nella carriera del musicista, anche perché – dopo lo scioglimento dei Dire Straits – fu l'unica circostanza in cui Mark Knopfler tornò sul palco insieme a John Illsley, ridando vita di fatto alla storica band ancorché per pochi concerti. Nella prima metà di ognuno degli spettacoli previsti, il chitarrista si esibì con i Notting Hillbillies, per poi dedicarsi nella parte seguente al repertorio dei Dire Straits insieme a John Illsley, Guy Fletcher, Chris White, Danny Cummings, Robbie McIntosh, Geraint Watkins, Jools Holland, Bobby Valentino e Jimmy Nail.
Le registrazioni di alcuni brani eseguiti durante i concerti del 24 e del 25 luglio furono pubblicate all'interno del singolo Why Aye Man e dell'edizione limitata dell'album The Ragpicker's Dream.

## Formazione
- Mark Knopfler – voce e chitarra
- Steve Phillips – voce e chitarra
- Brendan Croker – voce e chitarra
- Guy Fletcher – voce e tastiere
- Marcus Cliffe – basso e contrabbasso
- Bobby Valentino – violino e mandolino
- Chris White – sassofono e flauto traverso
- John Illsley – basso
- Geraint Watkins – tastiere e fisarmonica
- Robbie McIntosh – chitarra
- Jools Holland – pianoforte
- Jimmy Nail – voce
- Danny Cummings – batteria

## Concerti
1. 23 luglio 2002 – Shepherd's Bush Empire, Londra,  Regno Unito (a beneficio di Save the Baby)
2. 24 luglio 2002 – Shepherd's Bush Empire, Londra,  Regno Unito (a beneficio di Teenage Cancer Trust)
3. 25 luglio 2002 – Shepherd's Bush Empire, Londra,  Regno Unito (a beneficio di Leuka 2000)
4. 28 luglio 2002 – Palace House, Beaulieu,  Regno Unito (a beneficio di Countryside Education Trust)